# مؤسسة آنا ليند الأورومتوسطية للحوار بين الثقافات
مؤسسة آنا ليند الأورومتوسطية للحوار بين الثقافات هي مؤسسة دولية عاملة بين حكومات الأورومتوسطي تضم هيئات المجتمع المدني والمواطنين في جميع أنحاء البحر الأبيض المتوسط بهدف بناء الثقة وتحسين التفاهم المتبادل، حيث تعمل على تعزيز الحوار وغاية التعرف على «الآخر». تأتى مواردها من الدول الأعضاء في الشراكة الأورو-متوسطية والمفوضية الأوروبية، وتستدل بقيم عملية برشلونة، وأخصها «التقارب بين الشعوب من خلال الشراكة الاجتماعية والثقافية والإنسانية».
قام وزراء خارجية مؤتمر الأورو-متوسطية بتأسيس مؤسسة آنا ليند عام 2004 لخلق مؤسسة لتعزيز الحوار بين الثقافات في المنطقة. وقد جاء تصور المؤسسة في ضوء وظيفة محددة لتصبح شبكة الشبكات القومية، فأصبحت المؤسسة اليوم تجمع 1.500 منظمة أعضاء المجتمع المدني، وهي جميعها ملتزمة بتعزيز الحوار.
ومنذ التدشين الرسمي في شهر أبريل 2005 قامت مؤسسة آنا ليند بدعم أعضاء الشبكات في تنمية مجال من الأنشطة الخاصة بتعزيز الحوار وتنفيذها.

## وصلات خارجية
- الموقع الرسمي